# إنجيل كرالس

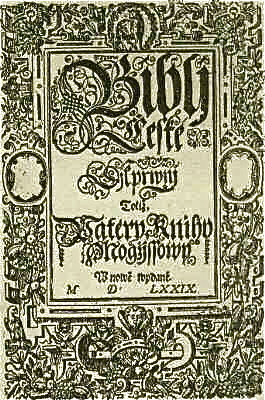
صفحة العنوان للمجلد الأول من إنجيل كرالس.

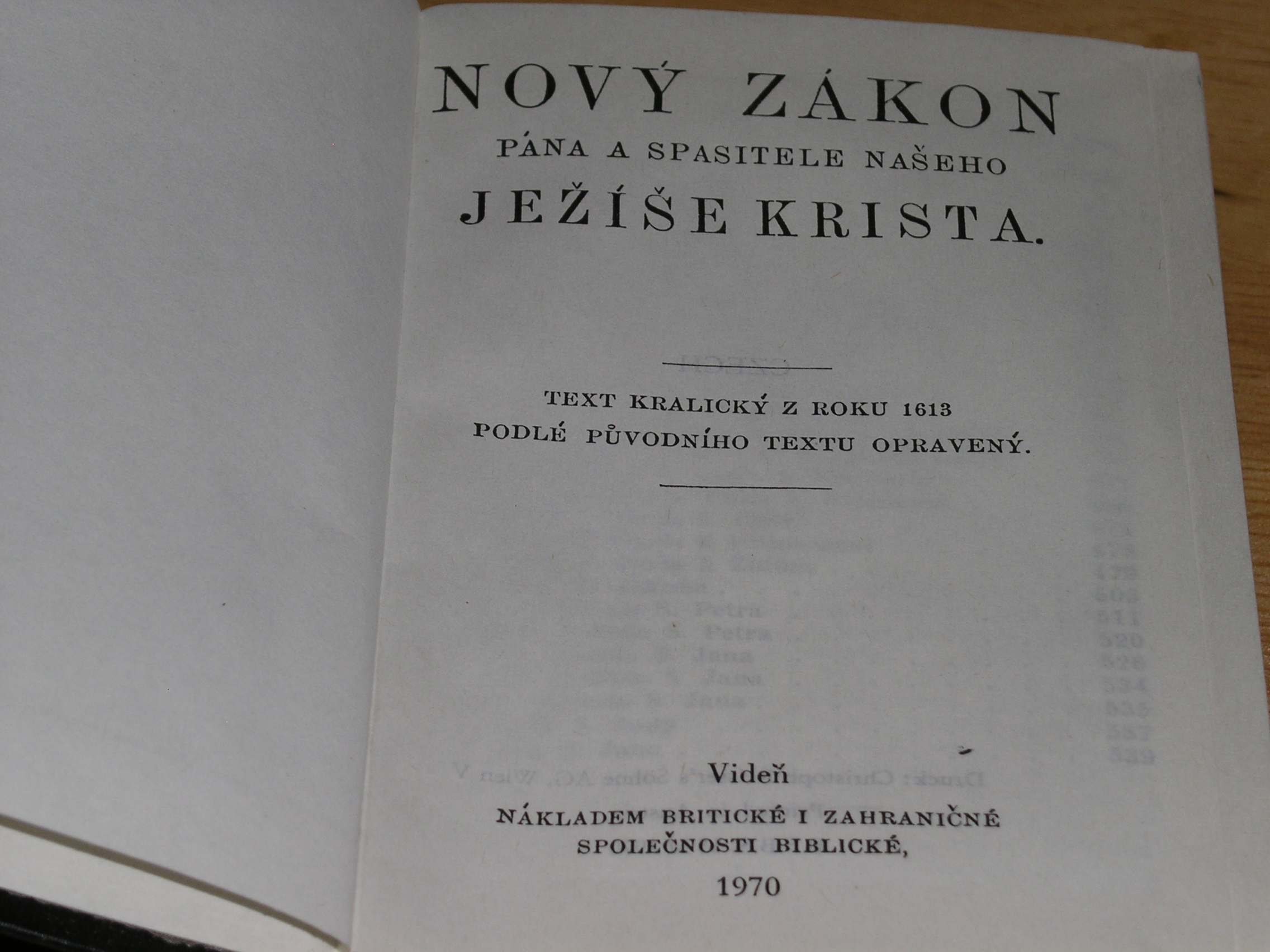

إنجيل كرالس (بالتشيكية: Bible kralická) هو أول ترجمة كاملة للكتاب المقدس باللغة التشيكية من اللغات الأصلية. قام بترجمته حركة وحدة الإخوة (Jednota bratrská) البروتستانتية وتمت طباعته في بلدة كرالس ناد أوسلافو. تألفت الطبعة الأولى من ستة مجلدات، ونُشِرت في الفترة من 1579 حتى عام 1593. تعد الطبعة الثالثة من عام 1613 تقليديةً وهي أكثر النسخ المعروفة والمستخدمة بالترجمة التشيكية حتى يومنا هذا. ترجمَ يان بلاهوسلاف العهد الجديد من اليونانية ونُشِرَ عام 1564.

## وصلات خارجية
- إنجيل كرالس – نسخة إلكترونية من الطبعة الأولى (بالتشيكية)
- إنجيل كرالس – نسخة إلكترونية للطبعة الأحدث (بالتشيكية)
- معرض ترويجي يعرض تاريخ الكتاب المقدس في الأراضي التشيكية – ويتضمن إنجيل كرالس.